# Édouard-Henri Avril

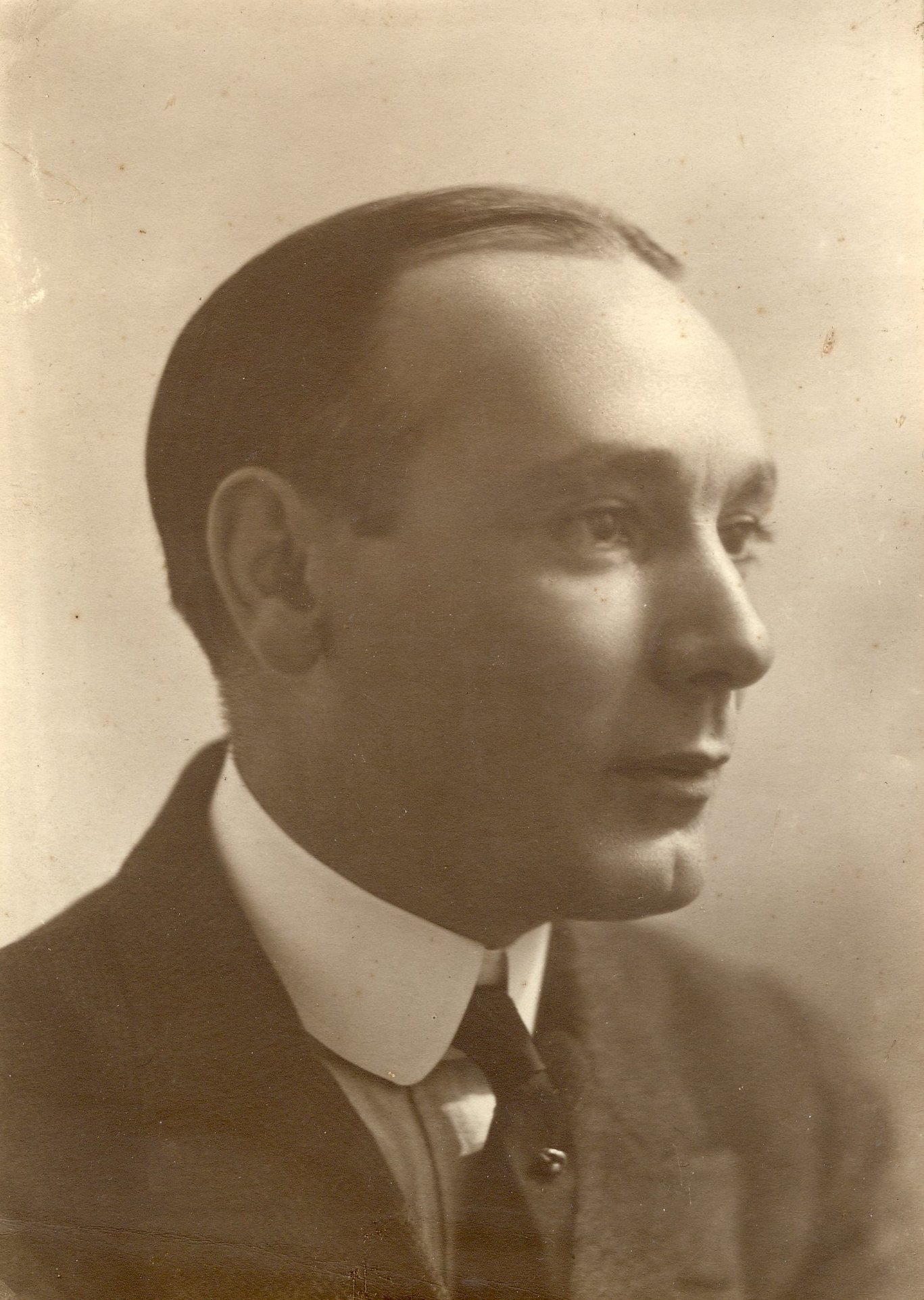
Paul Avril (um 1885)

Édouard-Henri Avril (* 21. Mai 1849 in Algier; † 1928 in Le Raincy) war ein französischer Maler und Grafiker. Unter dem Namen Paul Avril wurde er als Illustrator erotischer bis pornografischer Romane bekannt.

## Leben
Avril studierte ab 1874 an der École des Beaux-Arts in Paris und stellte ab 1878 seine Bilder in diversen Pariser Salons aus. Als er den Auftrag bekam, Théophile Gautiers Roman Fortunio möglichst deftig zu illustrieren, signierte er unter dem Pseudonym Paul Avril, das er fortan für die meisten seiner Werke benutzte. Er schaffte sich schnell einen Namen und bekam laufend Aufträge, die Klassiker sowie die galante Literatur seiner Zeit zu illustrieren. Diese Ausgaben wurden in bibliophil gestalteten kleinen Auflagen auf Subskriptionsbasis an ein bürgerliches Publikum verkauft, das nicht nach dem Preis fragte. Seine gemalten Vorlagen wurden oft von seinem Bruder Paul-Victor Avril radiert, wodurch es gelegentlich zu Verwechslungen kommt.

## Werke
Paul Avril illustrierte Gustave Flauberts Salammbô, Théophile Gautiers Le Roi Caundale, John Clelands Fanny Hill, Jean-Baptiste Louvet de Couvrays Abenteuer des Chevalier de Faublas, Mario Uchards Mon Oncle Barbassou (Betrachtungen über die Liebe im Harem), Jules Michelets Die Frau, Hector Frances Musk, Hashish and Blood, die Sonetti lussuriosi des Pietro Aretino und den lesbischen Roman Gamiani, der verschiedene Väter haben soll. Als sein Hauptwerk gelten die Zeichnungen zu De Figuris Veneris des deutschen Gelehrten Friedrich Karl Forberg. Zu Avrils jugendfreien Werken gehören die Illustrationen zu einigen Büchern von Octave Uzanne, darunter dessen Betrachtungen zum Damenhandschuh und zum Muff.

### Illustrationen zu Fanny Hill (Auswahl)
Erstmals erschienen in: John Cleland: Mémoirs de Fanny Hill. Entièrement traduits de l’Anglais par Isidore Liseux. Réimpression textuelle de l’edition de Paris, 1887. Paris: 1906 (Charles Hirsch)

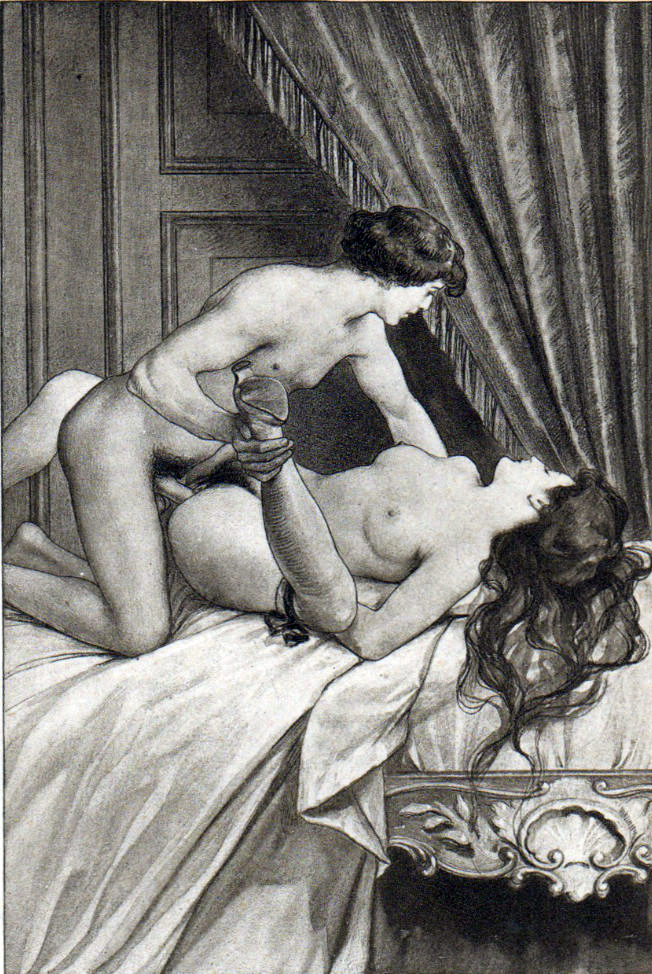
Polly Philips and the young Italian
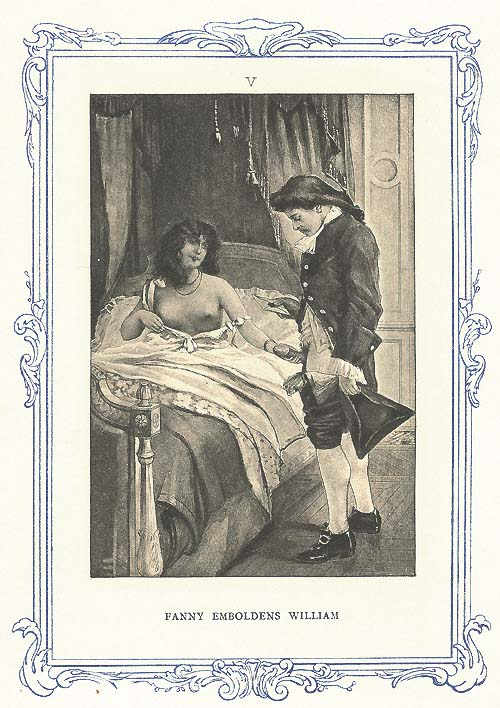
Fanny emboldens William
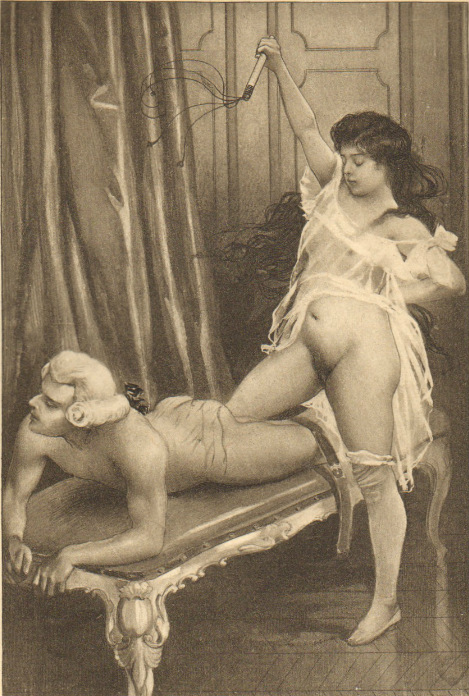
Fanny whips Mr. Barville
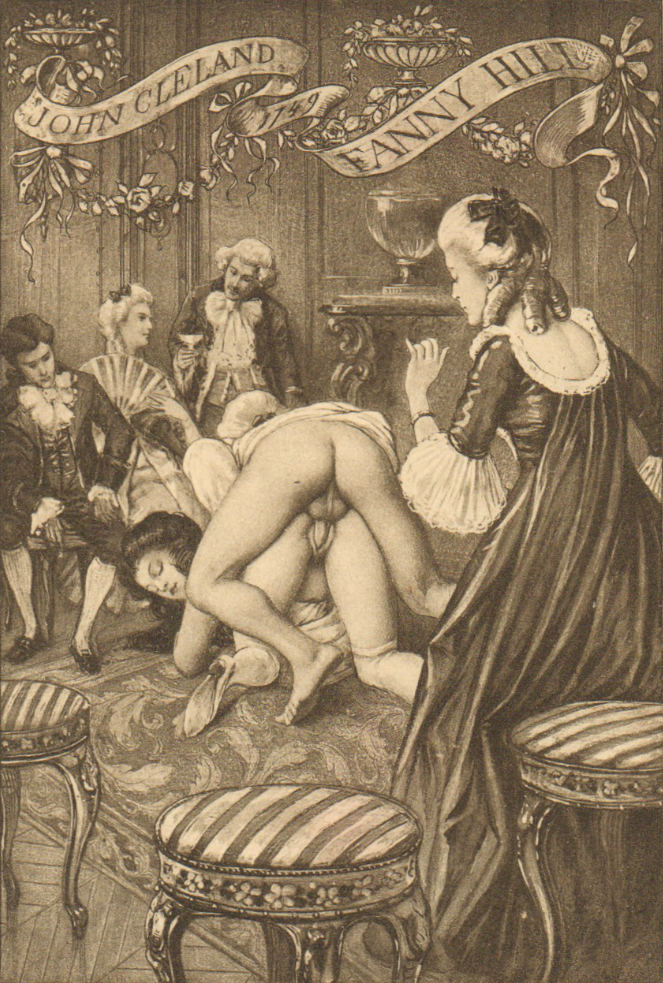
The ceremonial of Fanny’s initiation

### Illustrationen zuDe Figuris Veneris(Auswahl)
Erstmals erschienen in: Friedrich Karl Forberg: De Figuris Veneris. Manuel d’érotologie classique Traduit littéralement du latin par Isidore Liseux. Dessins de Paul Avril gravés par Théophile Fillon. Paris: Charles Hirsch 1906.

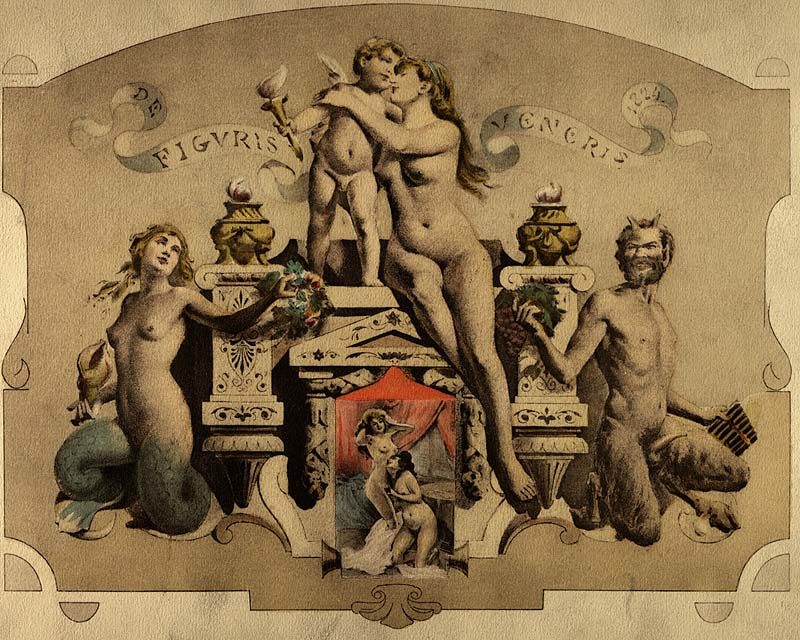
Titelblatt
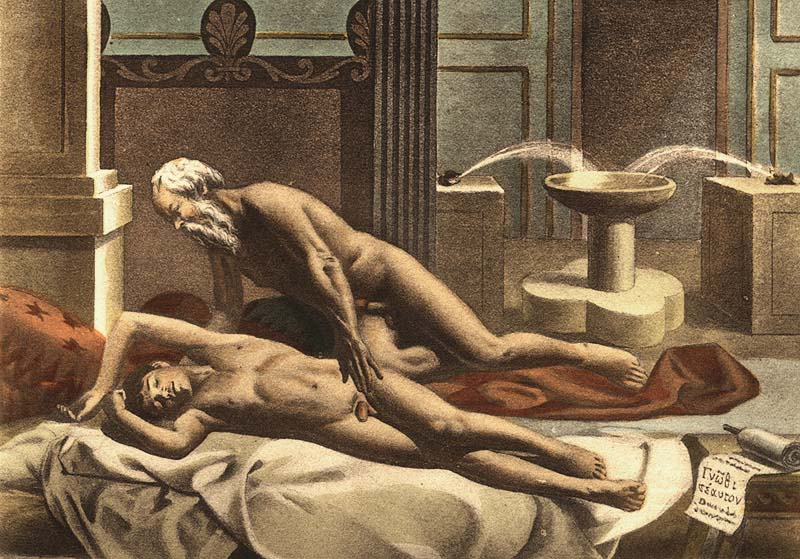
Sokrates und Alkibiades
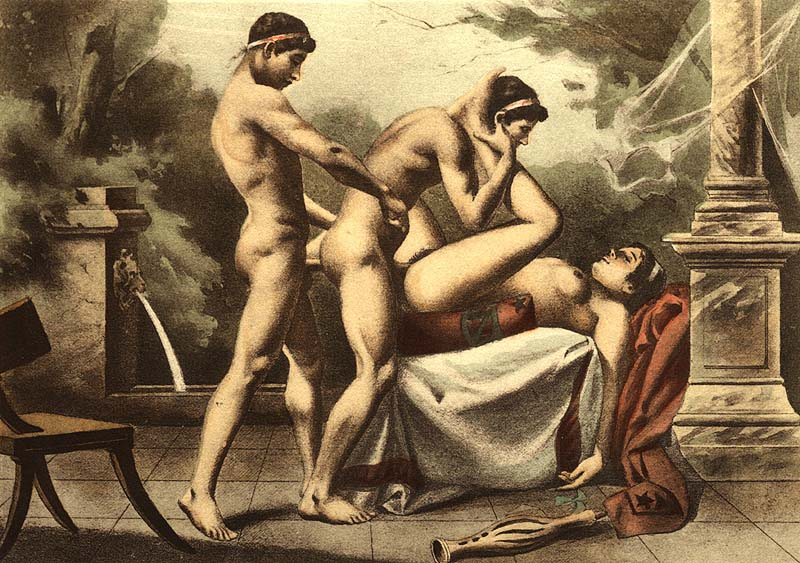
Liebe zu dritt
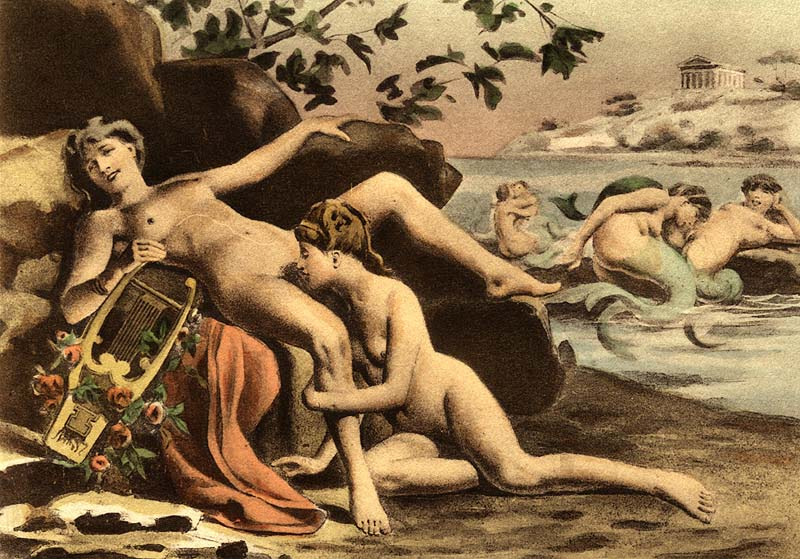
Sappho
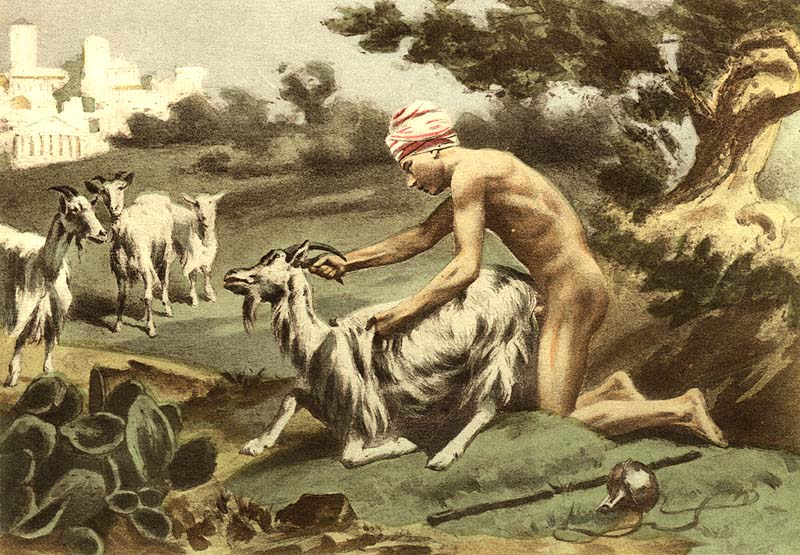
Griechischer Hirte verkehrt mit einer Ziege
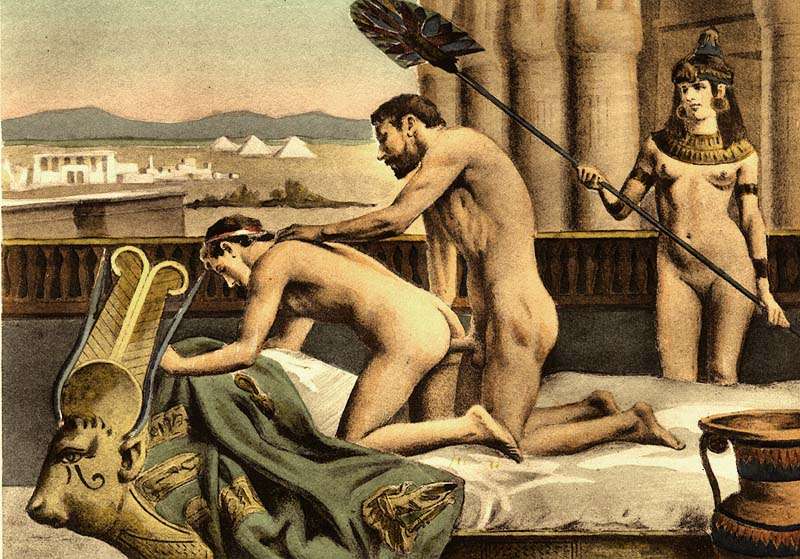
Hadrian und Antinoos
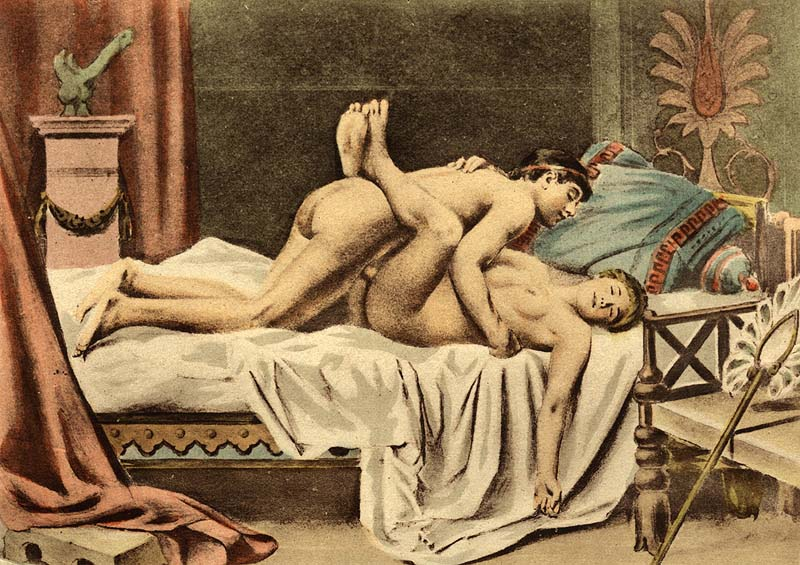
Jüngling und Mädchen